# Ninurta-Nádin-Šumi
Ninurta-Nádin-Šumi (dosl. [Bůh] Ninurta darující potomky) byl babylonský král v období přibližně mezi roky 1131–1125 př. n. l.
Ninurta-Nádin-Šumi aktivně zasáhl do záležitostí Asýrie podporou Ninurta-tukulti-Aššura v jeho boji o asyrský trůn proti jeho bratru Mutakkil-Nuskuovi. Po vítězství Ninurta-tukulti-Aššur dovolil Ninurta-Nádin-Šumimu odvézt zpět do Babylónu sochu boha Marduka, kterou zde ukořistil a do Asýrie převezl jako válečnou trofej král Tukulti-Ninurta I.
Později se dostal do války s dalším asyrským králem Aššur-réšou I., kdy napadl asyrská území a oblehl město Arbil.
Ve válce s králem Elamu Šilchan-In-Šušinakem roce 1125 před naším letopočtem utrpěl svou porážku, a zřejmě byl i dokonce Elamity zajat, jak se zmiňuje jeden z nápisů jeho syna a nástupce, krále Nabuchodonozora I.
Údaje o přesném počtu let jeho panování se nedochovaly.